# ماكس كريمر
ماكس كريمر (بالألمانية: Max Kremer)‏ هو لاعب كرة قدم ألماني، ولد في 21 يونيو 1989 في بافلودار في كازاخستان. لعب مع هانزا روستوك.

## وصلات خارجية
- ماكس كريمر على موقع قاعدة بيانات كرة القدم.إي يو (الإنجليزية)
- ماكس كريمر على موقع عالم كرة القدم.نت (الإنجليزية)